# Electric Vehicle Company
Die Electric Vehicle Company (E.V.C.) war ein Hersteller von elektrisch betriebenen Taxis und zu Ende des 19. Jahrhunderts der größte Automobilhersteller der USA. Das Unternehmen wurde 1897 als Holding reorganisiert und diente danach als Vehikel für den (misslungenen) Aufbau von Taxi-Monopolen in größeren Städten. In Zusammenhang mit undurchsichtigen Finanzgeschäften und als Rechtsträger für das Selden-Patent geriet das Unternehmen zunehmend unter Kritik. Zwischen 1901 und 1909 war die E.V.C. rechtliche Nachfolgerin der Columbia Automobile Company und damit Herstellerin der Columbia und Columbia Electric Fahrzeuge. Danach wurde der Name aufgegeben. Besagte Fahrzeuge wurden noch bis 1913 bei der Nachfolgerin Columbia Motor Car Company hergestellt. (Alle Daten zu Columbia und Columbia Electric Fahrzeugen siehe Columbia Automobile Company).

## Unternehmensgeschichte

### Isaac L. Rice

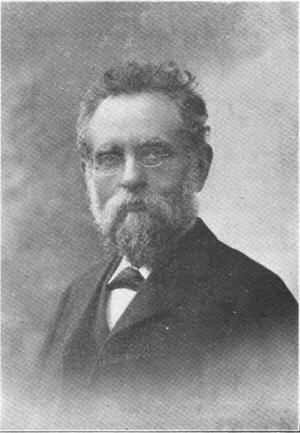
Isaac Rice

Der deutschstämmige Erfinder und Unternehmer Isaac L. Rice (1850–1915) hatte 1888 die Electric Storage Battery Company (E.S.B.) mit Sitz an der Kreuzung der 19. Straße und der Allegheny Avenue in Philadelphia gegründet und zum Marktführer für stationäre Batterien ausgebaut.

### Electric Vehicle Company
Die Gründung der Electric Vehicle Company (E.V.C.) am 27. September 1897, etwa zur gleichen Zeit wie die Electric Boat Company war sein nächster logischer Schritt, denn die hier produzierten, elektrisch betriebenen Fahrzeuge waren typische Anwender solcher Akkumulatoren. Die Electric Vehicle Company spezialisierte sich auf zuverlässige Motordroschken mit Elektroantrieb. Straßenfahrzeuge der Marke Electric Vehicle gab es von 1897 bis 1899.

### Electric Carriage & Wagon Company
Bereits im Mai 1897 kam es zur Übernahme der Electric Carriage & Wagon Company (E.C.W.C.) in New York. Deren Konstrukteure Henry G. Morris und Pedro G. Salom hatten 1893 mit dem Morris & Salom Electrobat I das erste wirklich brauchbare Elektroauto gebaut. Morris und Salom waren bei E.C.V.C. nicht exklusiv angestellt gewesen und bauten weiterhin Elektrofahrzeuge in ihrem anderen Betrieb, der Morris & Salom Electric Company. Der Konstrukteur Hiram Percy Maxim (1869–1936) wurde Chefingenieur der Columbia Automobile Company.
Die Reichweite solcher Fahrzeuge betrug zunächst wenig mehr als 30 Kilometer, was den sinnvollen Einsatz auf Stadtgebiet einschränkte und ein dichtes Netz an Stationen erforderlich machte. Die Pionierarbeit dazu hatte die erst im Januar 1896 gegründete E.C.V.C. geleistet, welche ein Mietsystem entwickelt hatte, ihre Fahrzeuge aber auch verkaufte. Morris und Salom waren der Überzeugung, dass das erforderliche technische Verständnis für Betrieb und Unterhalt der Fahrzeuge bei Privatkunden nicht vorausgesetzt werden konnte.

### Hansom Cabs

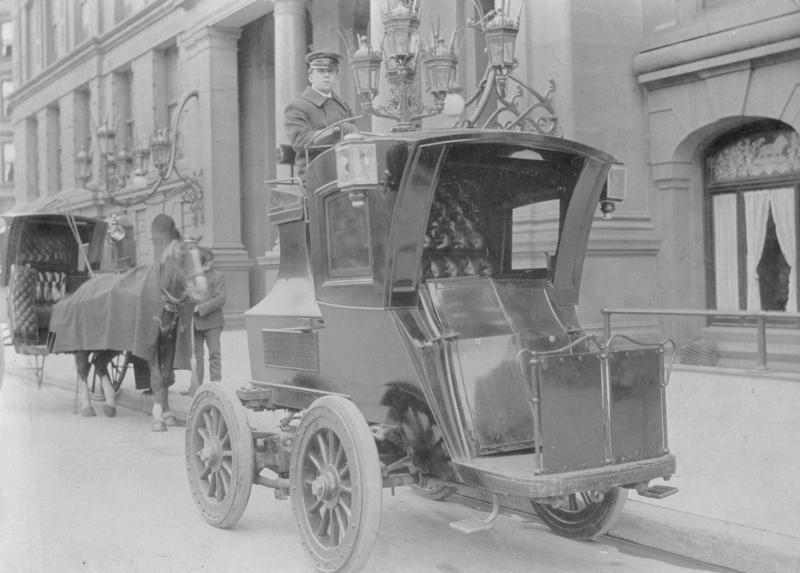
E.V.C. Hansom Cab Kraftdroschke, um 1904

Die erste Generation der Elektrotaxis der E.V.C. war als Hansom Cabs karossiert. Diese ursprünglich für (Miet-)Pferdekutschen entwickelte Bauform wurde in der Frühzeit des Automobils gelegentlich auf Motorfahrzeuge und insbesondere Kraftdroschken angewendet. Beim Hansom sitzen die Passagiere in einem geschlossenen Abteil, der Kutscher oder Fahrer hat seinen vor dem Wetter ungeschützten Sitz hinten, hoch über dem Dach des Fahrzeugs. Der Zugang zum Passagierabteil erfolgt, je nach Ausführung, seitlich oder über eine Doppelflügeltür von vorn.
Bei E.V.C. konnten Taxihalter und private Kunden die Fahrzeuge nicht mehr kaufen, sondern nur noch mieten. Die Idee wurde von dem auch den Kunden bestens bekannten Konzept der Mietställe und Relaisstationen übernommen, welche Pferde und Gespanne auf diese Weise ausliehen. In den individuell ausgehandelten Verträgen wurden auch Wartungs- und Ladekosten geregelt und auch die Schulung der Fahrer vereinfacht. E.V.C. richtete in mehreren Städten ein Netz von Servicestationen ein, wo diese Arbeiten ausgeführt wurden und vor allem die Batteriesätze ausgetauscht wurden.

### William Collins Whitney

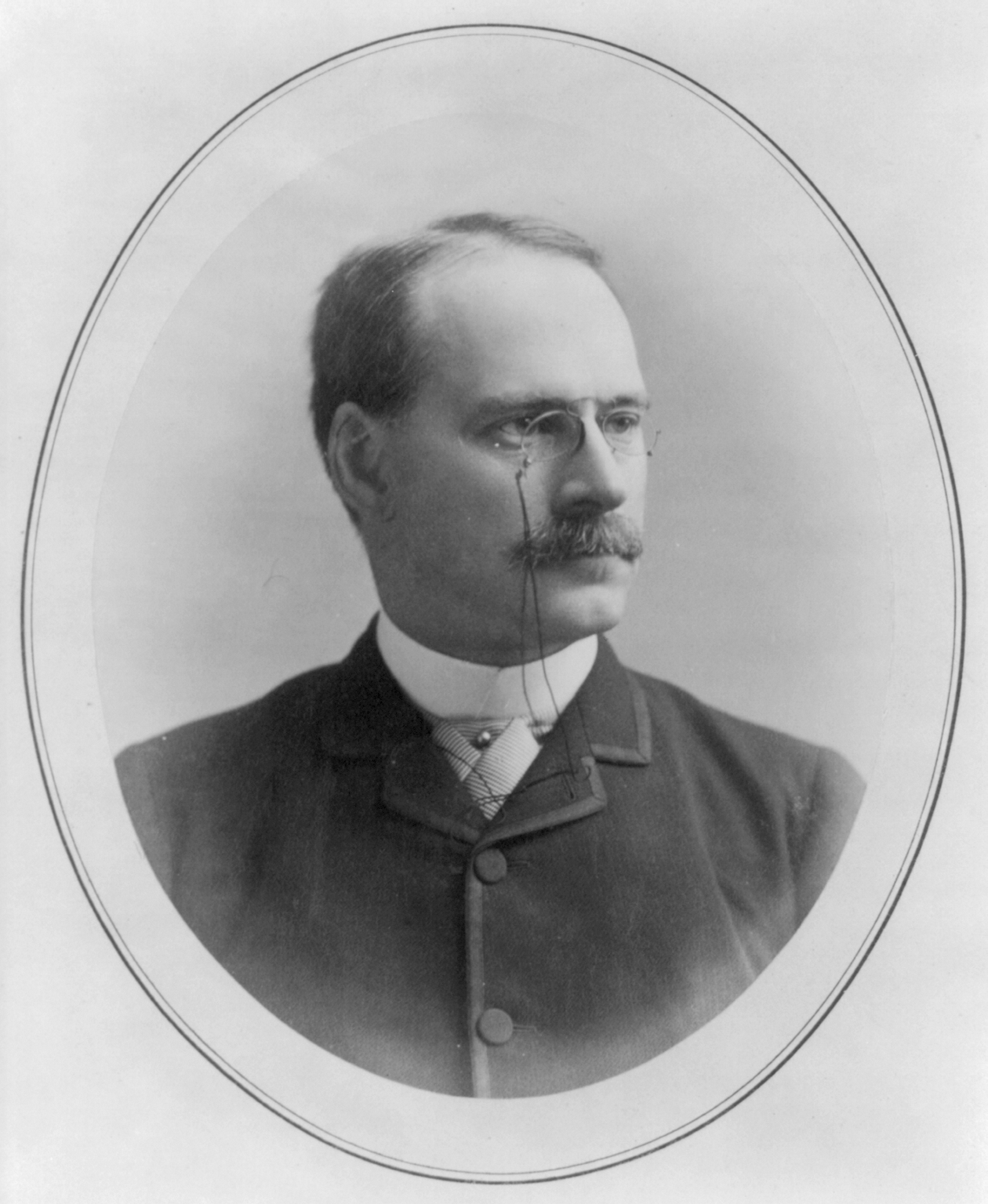
William C. Whitney

Zwischen 1897 und 1899 wurden mehrere hundert E.V.C.-Fahrzeuge hergestellt; allein in Manhattan waren mehrere Dutzend in Betrieb.
Im Februar 1899 wurde New York City von einem heftigen Blizzard betroffen. Als William Collins Whitney, vormaliger Marineminister (1885–1889) und ein Wall-Street-Magnat, beobachtete, dass die Hansom Cabs der E.V.C. die einzigen Motorfahrzeuge waren, welche mit den schlimmen Straßenverhältnissen während des Schneesturms zurechtkamen, war dies der Auslöser, die Electric Vehicle Company mit Hilfe eines Syndikats zu erwerben, dem auch Thomas Fortune Ryan (1851–1928), Anthony Nicholas Brady (1841–1913) und möglicherweise Peter Arrell Brown Widener (1834–1915) angehörten.

#### Lead Cab Trust

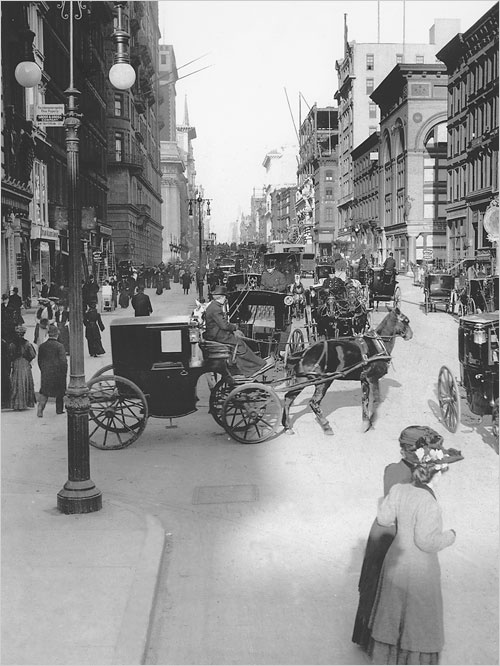
Verkehrsgewühl am Broadway (Manhattan) (1898)

Die Investoren, die sich hier fanden, waren Monopolisten, die zuvor bereits in den öPNV investiert hatten mit dem Ziel, diesen durch Verdrängung oder Kauf von lokalen Straßenbahnunternehmen unter ihre Kontrolle zu bringen.
Die gleichen Manöver wurden auch mit E.V.C. in mehreren Städten versucht: New York City, Philadelphia, Chicago, Washington, D.C. und Boston. Dies brachte dem Unternehmen und seinen Besitzern den Übernamen Lead Cab Trust ein wegen des Bleigehalts in den Batterien der Taxis („Lead“ = Blei; „Cab“ = Taxi). Geprägt wurde der Begriff vom Fachmagazin Horseless Age Magazine.
Die Stimmung im E.V.C.-Vorstand war von Misstrauen geprägt und das Unternehmen wurde immer wieder mit Korruptionsvorwürfen konfrontiert.

### Reorganisationen
Vor diesem Hintergrund kam es im April 1899 zu Verhandlungen mit dem Fahrrad- und Automobilindustriellen Albert Augustus Pope (1843–1909). Pope war zu dieser Zeit einer der wenigen Unternehmer mit Erfahrung in der Massenproduktion von Straßenfahrzeugen und mit seiner American Bicycle Company (A.B.C.) bereits Marktführer im Fahrradbereich. Angeschlossen waren auch mehrere Automobilfabriken.
In der Folge kam es zum bis dato größten Zusammenschluss in der US-amerikanischen Industrie. Whitneys Konsortium steuerte Kapital von US$ 1 Mio. bei. Pope gliederte seine Columbia Automobile Company in Hartford (Connecticut) samt allen automobilrelevanten Patenten an, zusammen ein Wert von einer weiteren Million US$. Für die E.V.C. selber wurde, samt Anlagen, Einrichtungen und Patenten, eine weitere Million US$ veranschlagt. Die  Electric Vehicle Company wurde neu als Holdinggesellschaft organisiert, der die Columbia Automobile Company in Hartford (Connecticut) als Tochtergesellschaft angegliedert wurde. Weitere, künftig noch zu erwerbende Hersteller wie auch die Taxi-Betriebsgesellschaften in den jeweiligen Städten sollten bedarfsweise als weitere Tochtergesellschaften eingegliedert werden. Die Reorganisation erfolgte per 19. April 1899. Pope blieb Präsident der Columbia Automobile Company, deren Vizepräsident mit George H. Day (1851–1907), ein enger Vertrauter Popes, der bereits beim Aufbau des Fahrradkonzerns eine bedeutende Rolle gespielt und sich seit 1895 auch mit Automobilen befasst hatte. Harold Hayden Eames, Werkleiter bei Pope und einer der Entwickler des Pope-Fahrradrahmens, wurde Finanzvorstand und Sekretär. Whitney war Mitglied im Vorstand.
Der erwähnte Kauf der Electric Carriage & Wagon Company (E.C.W.C.) am 9. Mai 1899 machte eine neue Reorganisation notwendig. Dieses Unternehmen wurde mit US$ 5 Mio. kapitalisiert. Angegliedert wurde ihm die Produktionsabteilung der E.V.C., die Electric Storage Battery Company mit einem wertvollen Patent auf Batterien, und die eingebrachten Pope-Autofabriken. Präsident der Gesellschaft wurde George Day, Vizepräsident Harold Hayden Eames. Die E.V.C. als Betreiberin der Elektrotaxis kaufte die gesamte entsprechende Produktion der E.C.W.C. auf. Das Konzept der finanziellen Verflechtung von Taxibetreibern und -herstellern hielt sich noch sehr lange.
Die bisherige E.V.C.-Produktionsstätte in New York wurde nicht mehr benötigt. Die Nachfolger des E.V.C. kamen nun aus dem Pope-Werk in Hartford (Connecticut) und wurden als Columbia vermarktet, was neu Columbia zum Marktführer der US-Autoindustrie machte, mit einem Marktanteil von fast 50 Prozent. Eine solche Dominanz erreichte erst Henry Ford anderthalb Jahrzehnte später wieder mit seinem Modell T, allerdings mit einem völlig anderen Produkt in einem anderen Marktsegment. Anders als das Modell T waren Columbia- und E.V.C.-Automobile teure und wenig rentable Luxusprodukte. Die Marktführerschaft ging bereits 1901 an Oldsmobile verloren.
Bereits im Juni 1900 hatten Whitney und seine Investoren Pope ausbezahlt; dieser benötigte dringend Mittel um seinen eigenen, angeschlagenen Konzern zu stützen.

## E.V.C.und das Selden-Patent

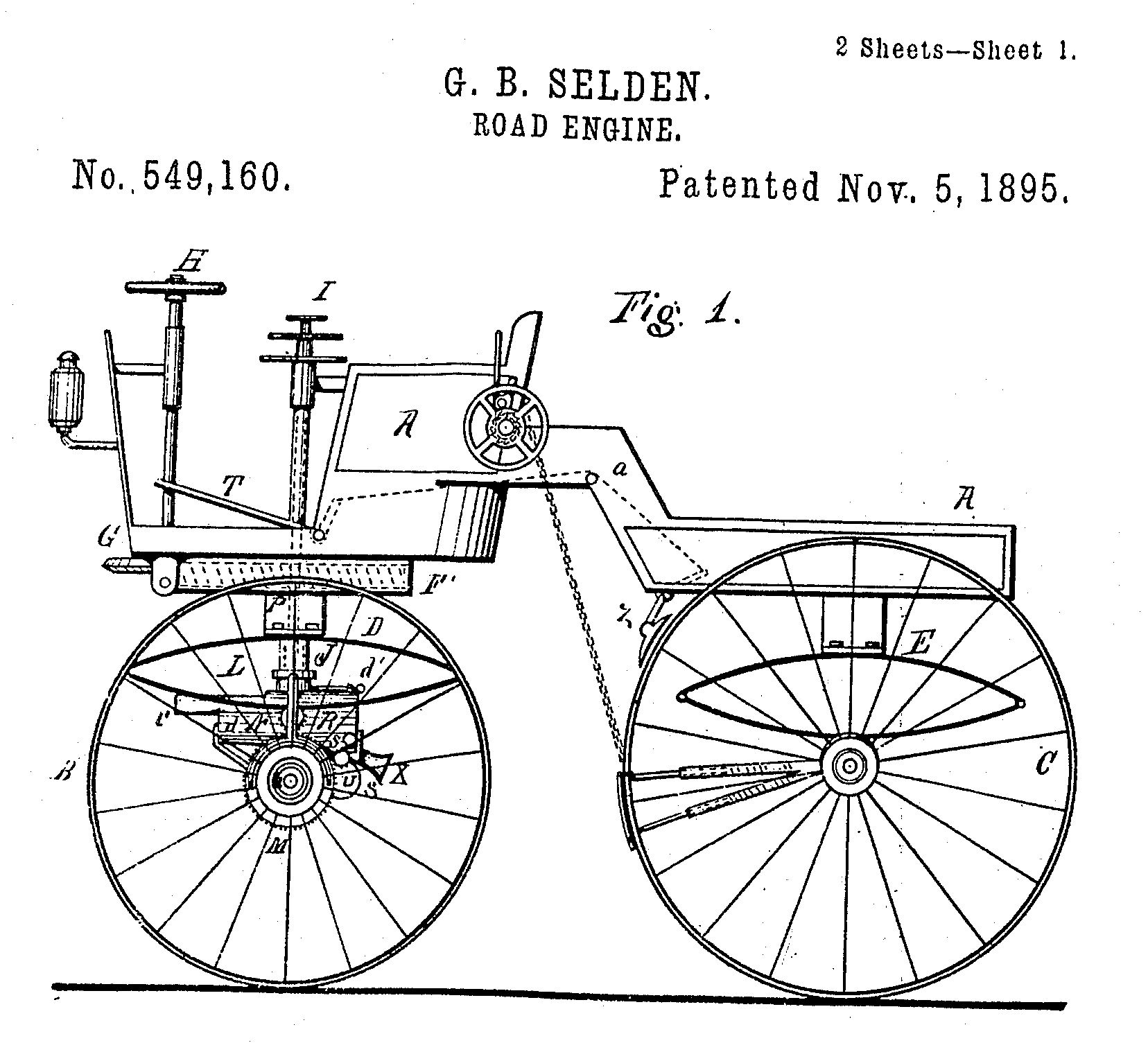
Die Selden Road engine auf einer Zeichnung zum Patent 549.160 (1895).

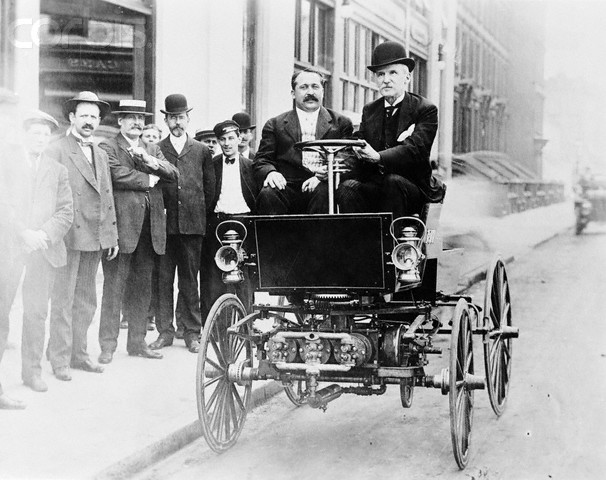
George B. Selden anlässlich der Vorführung eines Nachbaus seiner Selden Road Engine von 1877. Aufnahme von 1906.

Das eigentliche Ziel, die Kontrolle des Taxi-Marktes, vermochte auch der so verstärkte Lead Cab Trust nicht zu erreichen.
Eher zufällig wurden Whitney und seine Partner auf das Selden-Patent aufmerksam. Dieses war bereits Ende 1895 ausgestellt worden, nachdem es vom Inhaber, dem Patentanwalt und Erfinder George Baldwin Selden aus Rochester (New York) (1846–1922) fast 20 Jahre lang verzögert worden war. Es betrifft ein Selden Road Engine oder auch Road Wagon genanntes Motorfahrzeug, das er nach 1877 gebaut hatte. Er sah seinen Anspruch als universell anwendbar auf alle Fahrzeuge mit Verbrennungsmotor und leitete daraus ab, dass alle entsprechenden, in den USA während der Patentfrist hergestellten oder importierten Fahrzeuge lizenzpflichtig seien. Die Durchsetzung dieses Anspruchs erforderte große finanzielle Mittel und Selden bemühte sich mit mäßigem Erfolg um die Auswertung.
Der unter Maxim arbeitende Ingenieur Herman F. Cuntz hörte von diesem Patent und warnte seinen Chef vor möglichen Problemen, die auf das in Vorbereitung stehende Columbia-Benzinauto zukommen könnten. Tatsächlich stellte sich die Frage nach der patentrechtlichen Situation erst während der Verhandlungen zwischen dem Whitney-Konsortium und Pope. Nun vollzog E.V.C. einen Strategiewechsel: Auf Anregung von George H. Day kauften Whitney und Pope Selden die Rechte am Patent für US$ 10.000 plus eine Jahresgebühr von US$ 5.000 ab. Die Verhandlungen mit Selden führten Harold Eames und Cuntz im Namen der kurz zuvor gekauften Electric Carriage & Wagon Company. Die Vorabklärungen waren intensiv und aufwendig; Selden verlängerte zweimal ihre Kaufoption.
Zur Verwertung des Patents wurde am 1. März 1903 eine Organisation gegründet, die Association of Licensed Automobile Manufacturers (A.L.A.M.). Selden erhielt ein Beratungsmandat. George Day schied bei E.V.C. aus und wurde Geschäftsführer der A.L.A.M. Damit trug er auch die Verantwortung für die Organisation der New Yorker Automobilausstellung im Madison Square Garden.
1902 begann ein jahrelanger Rechtsstreit mit einer Gruppe „unabhängiger“ Fahrzeughersteller um Henry Ford. Erst 1911 wurde der Universalanspruch zweitinstanzlich teilweise verneint. Der Streit hatte enorme negative Auswirkungen auf die frühe US-Autoindustrie und wurde dank starker medialer Beachtung wie auch aggressiver und moderner Kommunikationsstrategien auf beiden Seiten in der Bevölkerung mit großem Interesse verfolgt.

## Baker Torpedo Kid
1902 baute die Electric Vehicle Company einen Elektro-Rennwagen für den Konkurrenten Baker Electric. Das Fahrzeug war von Walter C. Baker entworfen worden und wies Ähnlichkeiten auf mit einer früheren Jeantaud-Konstruktion. Es erhielt einen Elektromotor von Elwell-Parker mit 12 PS nach damaliger Berechnungsart und eine Stromlinienkarosserie welche an ein U-Boot erinnerte. Das Fahrzeug ist eines der ersten Beispiele für die Umsetzung aerodynamischer Prinzipien im Automobilbau und zudem nach unbelegten Aussagen das erste Auto mit einem Sicherheitsgurt.

## Erfolg und Optimismus
Zunächst schienen die Geschäfte gut zu laufen. Mehrere Taxigesellschaften wurden eingerichtet, so die New York Electric Vehicle Transportation Company (mit einem Kapital von astronomischen US$ 25 Mio.), die New England Electric Vehicle Transportation Company in Boston, die Illinois Electric Vehicle Transportation Company in Chicago und die Pennsylvania Electric Vehicle Transportation Company mit immerhin US$ 6 Mio. Kapital. Diese Gesellschaften wurden jeweils zur Hälfte von Whitney-Leuten und zur anderen von lokalen Investoren geführt. Geplant waren zudem 16 kleinere Gesellschaften, die mit je etwa US$ 100.000 kapitalisiert werden sollten. E.C.W. erhielt eine Bestellung über 4200 Taxis und das Unternehmen plante für 1900 die Produktion von 8000 Elektrodroschken.
Dazu wurden Produktionsanlagen zugekauft, so die Hartford Cycle Works, die New Haven Carriage Works und schließlich auch der Mitbewerber Riker Electric Motor Company in Elizabethport (New Jersey). Dessen Inhaber, der bekannte Elektropionier Andrew L. Riker, wurde danach Vizepräsident und technischer Direktor der Locomobile Company, bei der er für die Entwicklung und Produktion der Fahrzeuge mit Verbrennungsmotor zuständig war. Mehrere Jahre werden für diesen Erwerb genannt: 1900 oder 1902. George H. Day hatte inzwischen seine Stellung bei Pope verlassen und löste 1899 Isaac Rice als Präsident der Electric Storage Battery Company ab, die über E.C.W.C mit der Electric Vehicle Company verbunden war. Bereits im Juni 1900 zahlten Whitney und seine Investoren Pope aus; dieser benötigte dringend Mittel um seinen eigenen, angeschlagenen Konzern zu stützen. Es ist anzunehmen, dass Day in diesem Zusammenhang Popes Nachfolger als Präsident der E.V.C. wurde.

## Konsolidierung
Doch nun begannen die Schwierigkeiten. Das Konzept der Monopolisierung des Taximarktes mit Elektrodroschken verfing nicht wegen der sehr hohen Produktionskosten und weil sich die Fahrzeuge wegen der kurzen Reichweite und dem hohen Wartungsaufwand nicht durchsetzen konnten. Den Anschein von Solidität erhielt das Unternehmen nicht zuletzt durch Aktienmanipulationen aufrecht. Besonders heftig waren die Angriffe seitens der Automobil-Fachzeitschriften, allen voran Horseless Age, die Ende 1899 schrieb:
„Sie sind grotesk geworden, und wenn sie einen Rest von Ehrgefühl haben, dann werden sie zurücktreten und das Feld den Mechanikern und Herstellern überlassen, denen es richtigerweise zusteht.“
In der Folge gab der Aktienkurs weiter nach und fiel noch unter den Ausgabekurs. Das ehrgeizige Ziel, 8000 Taxis herstellen zu wollen, wurde auf realistischere 2000 angepasst. Im Zuge von Einsparungen kam es auch zu Entlassungen. Horseless Age besuchte das Werk in Hartford und berichtete irritiert, dass es statt „Tausenden von Lead cabs“ nur etwa 50 vorgefunden hatte, und diese zum Teil in stark beanspruchtem Zustand.
Schließlich gelangte an die Öffentlichkeit, dass ein Darlehen der State Trust Bank in New York unter eigenartigen Umständen zustande gekommen war. Die Bank wurde von Whitney kontrolliert. Als Sicherheit dienten Aktien der E.V.C. Die Dokumente wurden von einem E.V.C.-Direktor namens Daniel H. Shea unterzeichnet, der, wie sich herausstellte, tatsächlich ein Bürobote bei Thomas Fortune Ryan war. Der Vorgang diente der Umgehung der Bankgesetze und führte zu einem Aufschrei in den Medien, verbunden mit einem weiteren Vertrauensverlust in das Unternehmen. Der New York Herald titelte „Wie ein Bürojunge $ 2.000.000 erhielt“ und stellte fest, dass die Finanzierungsmethoden des Lead trust allmählich offenbar würden.
Auch die Tochtergesellschaften hatten Probleme. Die Produktionsanlagen in Chicago wurden an General Electric verkauft. 1901 wurde die Illinois Electric Vehicle Transportation Company liquidiert. Anstatt Hunderte Taxis hatte sie ganze 25 betrieben.
1901 erfolgte eine Reorganisation. Vorübergehend wurde die Columbia Automobile Company nicht als Unternehmen, sondern als Abteilung der E.V.C. geführt. Die eingeführten Markennamen Columbia und Columbia Electric sowie, möglicherweise und für kurze Zeit, Riker Electric blieben bestehen. Hiram Maxim verließ das Unternehmen zu dieser Zeit, um an der Entwicklung eines Schalldämpfers für Schusswaffen zu arbeiten; später passte er das Prinzip auch für Auspuffanlagen und industrielle Nutzungen an.
Maxims Nachfolger als Chefingenieur wurde Frederick A. Law. Unter dessen Führung wurde die Zahl der kaum profitabel herzustellenden und zunehmend schwieriger zu verkaufenden, elektrisch betriebenen Modelle zurückgefahren. Dennoch geriet die Electric Vehicle Company zunehmend in Schwierigkeiten.
Im Nachgang zum verheerenden Erdbeben von San Francisco 1906 telegraphierte der Feuerwehrkommandant John Dougherty am 24. April um sich für die Zuverlässigkeit der Columbia 45-PS Feuerwehren zu bedanken. Drei davon standen vom 18. bis nach dem 24. April im Dauereinsatz, den sie störungsfrei meisterten.
Von 1907 bis 1908 gab es ein irreführend „Magnetic“ genanntes Auto mit benzinelektrischem Hybridantrieb.

## Insolvenz
Im August 1907 trat Geschäftsführer M.J. Budlong zurück. Im Dezember 1907 musste die E.V.C. mit Schulden in der Höhe von US$ 3,5 Mio. Insolvenz anmelden. Die Insolvenz selber, mit unabsehbaren Folgen für den Selden-Prozess, konnte indes abgewendet werden. Das Unternehmen erholte sich zwar etwas, blieb aber angeschlagen. 1908 brach auch Popes Imperium zusammen. 1909 erfolgte eine Reorganisation der E.V.C. und die Umbenennung in Columbia Motor Car Company. Der Name Electric Vehicle Company verschwand nun vollständig. Zu diesem Zeitpunkt wurden fünf Benziner und zwei Elektrofahrzeuge angeboten.

## Reorganisation als Columbia Motor Car Company
1909 siegte die A.L.A.M. – und damit die Columbia Motor Car Company – im Selden-Patentstreit in erster Instanz, doch Ford focht das Urteil an. Nach Popes Tod im gleichen Jahr zerschlugen sich die Hoffnungen auf einen Neuanfang und die Columbia Motor Car Company trat nach einer fatalen Fehleinschätzung des Managements 1910 der United States Motor Company von Benjamin Briscoe bei. Dieser nach dem Vorbild von General Motors eingerichtete und chronisch unterfinanzierte Konzern ging 1912 mit rund zwölf angeschlossenen Marken in die Insolvenz mit spektakulären Folgen für das Vertrauen in die junge Autoindustrie. Die Columbia Motor Car Company schloss 1913 und das einzig verbliebene Tochterunternehmen der United States Motor Company, die Maxwell Motor Company, wurde zur Keimzelle des Chrysler-Konzerns.